# ФК Будва
Фудбалски клуб Будва, црногорски је фудбалски клуб из Будве, који се такмичи у Трећој лиги Црне Горе у регији Југ, коју је једном освојила, а два пута је завршила на другом мјесту.
Утакмице као домаћин игра на стадиону Лугови, који је у власништву угашеног клуба Могрен.

## Историја
Основана је 2015. године и у почетку су се такмичили сало у млађим категоријама.
Сениорски тим је почео да се такмичи у сезони 2020/21. коју је завршила на трећем мјесту, иза Цетиња и Орјена. На утакмици претпоследњег кола у сезони 2021/22. против Отрант Олимпика на стадиону Лугови, која је одлучивала о томе који тим ће ићи у бараж за пласман у Другу лигу, присуствовало је преко хиљаду гледалаца, чиме је постављен рекорд у Трећој лиги Црне Горе у било којој регији. Неколико дана раније, на свим утакмицама 30. кола Прве лиге Црне Горе, присуствовало је око 1.300 гледалаца. На утакмици је побиједио Отрант и Будва је завршила на другом мјесту. Сезону 2022/23. поново је завршила на другом мјесту, иза Ловћена, који се кроз бараж пласирао у Другу лигу.
У сезони 2023/24. освојила је регију Југ по први пут, 17 бодова испред Академије и пласирала се у бараж за пласман у Другу лигу, гдје је играла против Зете и Ибра. У првој утакмици баража била је слободна, након чега је у другој утакмици изгубила од Ибра у Рожајама 8 : 7 на пенале, послије 1 : 1 у регуларном дијелу. У трећој утакмици у Будви, Зета је у 32 минуту повела 3 : 0, али је Будва до 54 минута изједначила на 3 : 3. Утакмица је завршена 3 : 3, а Будва је побиједила 4 : 2 након извођења једанаестераца и по први пут у историји изборила пласман у Другу лигу. Пред почетак утакмице, једино је реми са најмање четири постигнута гола на утакмици и побједа Будве на пенале омогућавао да се и Будва и Зета пласирају у Другу лигу, а након што је Будва изједначила на 3 : 3, углавном је престала да напада, због чега су многи гледаоци напустили трибине, а многи медији и фудбалски радници су истакли да је утакмица намјештена, док су се огласили и бројни политичари. Три дана касније, Фудбалски савез Црне Горе је покренуо дисциплински поступак против оба клуба и суспендовао поједине играче. У јуну 2024. Фудбалски савез је донио одлуку да се и Будва и Зета врате у Трећу лигу, уз забрану напредовања у Другу лигу за сезону 2024/25.

## Резултати у такмичењима у Црној Гори
| Сезона   | Степен | Лига             | Бр.екипа | Позиција  | Куп              |
| -------- | ------ | ---------------- | -------- | --------- | ---------------- |
| 2020/21. | 3      | Трећа лига — Југ | 9        | 3. мјесто | Није учествовала |
| 2021/22. | 3      | Трећа лига — Југ | 8        | 2. мјесто | Није учествовала |
| 2022/23. | 3      | Трећа лига — Југ | 8        | 2. мјесто | Није учествовала |
| 2023/24. | 3      | Трећа лига — Југ | 7        | 1. мјесто | Није учествовала |
| 2024/25. | 3      | Трећа лига — Југ | 7        | 2. мјесто | Није учествовала |

## Успјеси
| Трећа лига | Првак | 1 | 2023/24 |